# Càstor de Fanagòria
Càstor (en llatí Castor, en grec antic Κάστωρ) fou un ciutadà notable de Fanagòria.
Va ser maltractat per Trifó, eunuc de Mitridates VI Eupator del Pont. Quan el rei va ser derrotat per Gneu Pompeu i es va refugiar a Fanagòria, Càstor va prendre revenja i va matar Trifó. Pompeu una mica després li va donar el títol d'amic de Roma, segons diu Appià.